# Fabrice Hadjadj
Fabrice Hadjadj (Nanterre, 15 de septiembre de 1971) es un escritor y filósofo francés, director del Instituto Philanthropos. Sus principales libros están dedicados a análisis sobre la tecnología y sobre la corporeidad (carne) humana.

## Biografía
Hadjadj nació en Nanterre. Sus padres eran judíos de ascendencia tunecina y se adhirieron a la ideología maoísta. En su adolescencia y primera juventud, era ateo y anarquista, manteniendo una actitud nihilista hasta que, en 1998, se convirtió al catolicismo.
En 1995 publicó su primera obra: Objet perdu, un colectivo de inspiración nihilista que dirigió en colaboración con Claude Alexandre y John Gelder y en el que colaboró especialmente Michel Houellebecq. Dedicó la mayor parte de sus ensayos a la cuestión de la salvación, la tecnología y el cuerpo, inspirándose en particular en Aristóteles, Tomás de Aquino, Martin Heidegger, Emmanuel Lévinas y Günther Anders.
Actualmente Hadjadj enseña filosofía y literatura en Toulon. Está casado con la actriz Siffreine Michel. Tienen diez hijos. En 2014, Hadjadj fue nombrado miembro del Consejo Pontificio para los Laicos.

## Premios y distinciones
- Grand Prix de literatura católica (2006) por su libro Réussir sa mort: Anti-méthode pour vivre.[6]

## Publicaciones
- Traité de Bouddhisme zen à l'usage du bourgeois d'Occident (bajo el seudónimo de Tetsuo-Marcel Kato), Éditions du PARC, 1998
- Et les violents s'en emparent, Éditions Les Provinciales, 1999
- A quoi sert de gagner le monde: Une vie de saint François Xavier, Éditions Les Provinciales, 2002; revised edition 2004
- La terre chemin du ciel, Éditions du Cerf, 2002
- La salle capitulaire (with Gérard Breuil), Éditions Les Provinciales, 2003
- Arcabas: Passion Résurrection, Éditions du Cerf, 2004
- Réussir sa mort: Anti-méthode pour vivre, Presses de la Renaissance, 2005
- Massacre des Innocents: Scènes de ménage et de tragédie, Éditions Les Provinciales, 2006
- La profondeur des sexes: Pour une mystique de la chair, Éditions du Seuil, 2008
- La profundidad de los sexos: por una mística de la carne, Nuevo Inicio, 2009 (versión española)
- L'agneu mystique: Le retable des frères Van Eyck, Éditions de l'Oeuvre, 2008
- Pasiphaé: ou comment l'on devient la mère du Minotaure, Éditions Desclée de Brouer, 2009
- La foi des dėmons: ou l'athéisme dépassé, Éditions Salvator, 2009
- La fe de los demonios (o el ateísmo superado), Nuevo Inicio, 2009 (versión española)
- Le jugement dernier: Le retable de Beaune, Éditions de l'Oeuvre, 2010
- Tenga usted éxito en su muerte: anti-método para vivir, Nuevo Inicio, 2011
- Le Paradis à la porte: Essai sur une joie qui dérange, Éditions du Seuil, 2011
- El paraíso en la puerta : ensayo sobre una alegría que perturba, Nuevo Inicio, 2012 (versión española)
- Job: ou la torture des amis, Éditions Salvator, 2011
- Job o La tortura de los amigos: teatro, BAC, 2015 (versión española)
- Comment parler de Dieu aujourd'hui: Anti-manuel d'évangélisation, Éditions Salvator, 2012
- ¿Cómo hablar de Dios hoy?, Nuevo Inicio, 2013 (versión española)
- ¿Qué es una familia? La trascendencia en paños menores (y otras consideraciones ultrasexistas), Nuevo Inicio, 2015.
- Résurrection, Mode d'emploi, Magnificat, 2015 (versión francesa)
- The Resurrection: Experience Life in the Risen Christ, Magnificat, 2015 (versión inglesa)
- Resurrección: experiencia de vida en Cristo resucitado, BAC, 2017 (versión española)
- La suerte de haber nacido en nuestro tiempo, Rialp, 2016. (4ª)
- Puesto que todo está en vías de destrucción, Nuevo Inicio, 2016.
- Últimas noticias del hombre y de la mujer, Bibliotheca Homo Legens, 2018.
- 99 lecciones para ser un payaso, Bibliotheca Homo Legens, 2018.
- Juana y los poshumanos o el sexo del ángel, Bibliotheca Homo Legens, 2019.
- Por qué dar la vida a un mortal: y otras lecciones, Rialp, 2020.
- Ser padre con San José: breve guía del aventurero de los tiempos posmodernos, Rialp, 2021.
- Con François-Xavier Putallaz ¿Qué es la Naturaleza?, Rialp, 2023.